# Rudgea guyanensis
Rudgea guyanensis là một loài thực vật có hoa trong họ Thiến thảo. Loài này được (A.Rich.) Sandwith miêu tả khoa học đầu tiên năm 1931.